# Роветацо I
Роветацо I је насеље у Италији у округу Катанија, региону Сицилија.
Према процени из 2011. у насељу је живело 19 становника. Насеље се налази на надморској висини од 165 м.